# Перепись населения СССР (1937)
Проведённая 6 января 1937 года перепись населения. Предварительные результаты были практически сразу (спустя 10 дней) объявлены «вредительскими»; проводившие её ответственные работники были арестованы и репрессированы. В связи с этим разработка результатов переписи так и не была начата, а предварительные материалы были изъяты и засекречены.
Сохранившиеся в архивах основные результаты переписи были опубликованы лишь в 1990 году.

## Подготовка и проведение переписи
После всесоюзной переписи 1926 года в СССР было проведено несколько переписей местного уровня: в Азербайджане, Новосибирске и других республиках и городах Советского Союза. Первоначально всесоюзная перепись была назначена на декабрь 1933 года, а за год до этого была проведена пробная перепись. Сроки проведения всеобщей переписи несколько раз переносились. В начале 1935 года был подготовлен проект переписи, который позже был сильно переработан правительственной комиссией.
Отличительной особенностью переписи был учёт лишь наличного населения (при переписях 1926 и 1939 годов учитывалось как наличное, так и постоянное население).
Согласно Постановлению Совета Народных Комиссаров Союза ССР № 773 от 28 апреля 1936 года «О всесоюзной переписи населения 1937 г.»,

<…>

5. Перепись производится в следующем порядке:

а) с 1 по 5 января 1937 г. предварительно заполняются переписные листы;

б) 6 января 1937 г. с 8 часов утра до 12 часов ночи производится самая перепись, то есть счет населения, проверка и сбор предварительно заполненных переписных листов, а также заполнение переписных листов на тех лиц, на которых они почему-либо не были предварительно заполнены;

в) с 7 по 11 января 1937 г. производится проверка правильности счета населения и заполнение переписных листов.

Поскольку перепись 1937 года была однодневной, для её проведения было привлечено 1250 тыс. счётчиков. Центральное управление народно-хозяйственного учёта (ЦУНХУ) снабдило каждый переписной лист памяткой счётчика, которая требовала вычёркивать не ночевавших по месту жительства в ночь с 5 на 6 января, то есть на критическую дату переписи. Требование было связано со спецификой однодневной переписи и выдвигалось в расчёте на то, что не ночевавшие дома будут переписаны в другом месте нахождения, что не всегда выполнялось на практике и не могло не привести к некоторым неувязкам и потерям в счёте населения.
Программа переписи включала 14 пунктов: пол, возраст, национальность, родной язык, религия (вопрос о религии был введён в переписной лист лично Сталиным, который редактировал последний вариант анкеты в канун переписи), гражданство, грамотность, название учебного заведения, класс или курс, окончил ли высшую или среднюю школу, род занятия, место работы, общественная группа, состояние в браке. Как отмечает профессор А. Н. Медушевский, уже на стадии подготовки вопросы, относящиеся к профессиональной деятельности опрашиваемых, были сведены к минимуму. Категории социального положения были упрощены и сформулированы так, чтобы подчеркнуть единство общества и исчезновение социальной дифференциации.
Полученные предварительные результаты значительно отличались от опубликованных ранее расчётных данных текущего учёта населения, в связи с чем 16 января 1937 года по поручению СНК СССР была организована группа «содействия и проверки работы ЦУНХУ по Всесоюзной переписи населения», возглавлявшаяся Я. А. Яковлевым, которая выявила недоучёт групп населения (отдельные исследователи характеризуют результат её работы как заранее спрогнозированный).
Это, а также другие просчёты в организации переписи, вызванные (по мнению отдельных исследователей) как многократным перенесением её сроков, так и вмешательством высшего руководства СССР в подготовку переписи (по воспоминаниям некоторых из её организаторов, переписной лист редактировал лично И. В. Сталин), были вменены лицам, ответственным за её проведение. Эти события совпали с началом массовых репрессий в 1937 году.

## Предварительные итоги переписи
24 января 1937 года И. А. Краваль сообщил И. В. Сталину (ЦК) и В. М. Молотову (СНК) первый известный предварительный результат переписи: без населения, переписанного НКВД и НКО (то есть без спецконтингента НКВД и армии), и без пассажиров поездов и пароходов — 156 миллионов человек.

В середине марта Сталину и Молотову было подготовлено письмо ЦУНХУ СССР «О предварительных итогах Всесоюзной переписи населения»: 
На основании постановлений Совета Народных Комиссаров Союза ССР от 28 и 29 апреля 1936 года Центральное управление народно-хозяйственного учёта Госплана СССР провело 6.1.1937 года Всесоюзную перепись населения. Ввиду того, что сегодня истекает срок представления предварительных итогов переписи населения, установленный ЦК ВКП(б) и СНК СССР, а работа группы т. Яковлева ещё не закончена, ЦУНХУ представляет итоги в том виде, в каком они имеются к настоящему моменту…
При подготовке переписи мы столкнулись с весьма активными попытками классово-враждебных элементов помешать её проведению путём распространения враждебных слухов, особенно по вопросу о религии.
Имеющиеся у ЦУНХУ частичные материалы показывают, что число заявляющих при опросе, что их не переписали, составляет 0,4—0,5 %. Если учесть, что значительная часть этих заявлений при проверке (там, где она проводилась) не подтверждается, можно считать, что возможный недоучёт населения переписью составляет доли процента.
Руководству страны сообщалось, что «общая численность населения по переписи 6 января 1937 года составила 162 003 225 человек, включая контингенты РККА и НКВД. По сравнению с 1926 годом … численность населения увеличилась, таким образом, на 15 миллионов человек, или на 10,2 %, или в среднем на 1 % в год. Эти данные показывают, что прирост населения у нас значительно превышает темпы естественного прироста населения передовых капиталистических стран, как то: Англии (0,36 % в среднем за 9 лет с 1927 г. по 1935), Германии (0,58 %). Франции (0,11 %), США (0,66 % в среднем за пятилетие 1930—1934 гг.) равен итальянскому (1,02 %) и уступает лишь Японии (1,37 %).
Установленная переписью численность населения значительно ниже той, которая ожидалась по данным текущего учёта населения. Так на 1.1.1933 года ЦУНХУ была опубликована численность населения 165,7 миллиона, послужившая исходным пунктом дальнейших расчётов. Перепись показала, что текущий учёт населения давал неверные, резко завышенные цифры. Совершенно неудовлетворительное состояние текущего учёта населения является главной причиной разрыва между предположениями и фактической численностью населения, установленной переписью».
Предварительные краткие итоги переписи официально не публиковались (известно, что по меньшей мере существовало 6-10 экземпляров (включая сигнальные экземпляры) «кратких итогов», направленных Сталину, Молотову, Н. И. Ежову, К. Я. Бауману и Яковлеву).
21 июня в региональные бюро переписи было разослано директивное письмо заместителя начальника ЦУНХУ Попова о порядке сдачи и хранении всех вспомогательных материалов переписи населения. В нём предписывалось все материалы — таблицы, списки населённых пунктов, телеграммы о количестве населения, переписку, итоги 5-й контрольной выборки и тому подобное сдать в спецсектора ЦУНХУ. 5 июля из ЦУНХУ последовало секретное директивное указание за № 654 во все три МСС (машино-счётные станции) об изменении порядка отчётности и хранения материалов в сторону ужесточения режима секретности.
Позднее СНК СССР в постановлении от 23 сентября признал организацию переписи населения неудовлетворительной, а сами материалы переписи дефектными. Новую перепись назначили на январь 1939 года. Вопросник 1937 года при этом подвергся переработке: вопрос о национальной принадлежности был значительно упрощён, вопрос о грамотности был сформулирован так, чтобы получить максимальное число грамотных, а вопрос о вероисповедании был исключён совсем.

## Сравнение данных переписей 1926, 1937 и 1939 гг по основным этносам союзных и автономных республик СССР
Из всего массива данных переписи 1937 г позднее было обнаружено лишь несколько десятков таблиц. Однако из документов Центрального управления народно-хозяйственного учёта известно, что программа разработки материалов переписи предусматривала составление свыше миллиона таблиц, а публикация этих материалов должна была занять около ста томов. Следовательно, большая часть данных переписи была утрачена, в том числе по различным регионам страны. По найденным данным переписи коллективом авторов института российской истории РАН (В. Б. Жиромская, Ю. А. Поляков, И. Н. Киселёв) была написана серия статей, вошедших в книгу «Полвека под грифом секретно». В них авторами были составлены несколько таблиц, отражавших результаты переписи, и проведено сравнение с переписью 1926. Данные по 1939 г взяты из открытых источников.
По данным переписи 1937 г ЦУНХУ сообщало: «В 1937 году по каждой республике, краю, области при подсчетах выделялись 10 численно преобладающих в республике, крае, области национальностей, все остальные национальности
относились к группе прочих национальностей. Таким образом, Союзные итоги 1937 года о численности отдельных национальностей неполные, ибо они не включают данных по тем областям, где данная национальность не входит в число
преобладающих по численности.» В результате, группа «прочих» в данной переписи оказалась очень раздута.
Никакие переписи не являются абсолютно точными. Всякая перепись населения, как и любое другое массовое статистическое обследование, не может быть полностью свободна от ошибок, как случайных, так и намеренных. Даже проведённые в РФ в цифровую эпоху переписи 2002 и 2010 гг. имели заметную погрешность (так, недоучёт детей до 1 года, иногда до 3 лет, составил в 2002 и 2010 гг 3,5 % и 7,4 %, соответственно). В раннем СССР, где большинство населения было сельским и не имело паспортов, погрешность была гораздо больше современной. Все советские переписи населения страдали недоучетом детей, возрастной аккумуляцией и другими дефектами, которых крайне трудно избежать при массовом исследовании.
Разница между 1937 и 1939 гг. обусловлена не только особенностями переписей и случайными погрешностями массовых исследований, но и, в меньшей степени, приростом за 2 года, а также, возможно, — возвращением части эмигрировавших.
Судя по всему, если из 1939 г. вычесть прирост за 2 года, возвращение уходивших за рубеж, рассекречивание национальностей военнослужащих и части заключённых, то расхождение между данными переписей '37 и '39 будет, для большинства населения, находиться в пределах (очень значительной) погрешности. Возможно, что не было ни особого вредительства в одной, ни приписок в другой.
Кроме того, очевидно, что в 1926-м, в разгар политики коренизации, многие стремились записываться в титульные этносы своих республик и автономий, ради получения соответствующих преимуществ. А в конце тридцатых, уже в ходе политики русификации, стали записываться в русские. Оценить объёмы такой конъюнктурной «смены национальности» крайне сложно.
Поскольку таблица отражает численности в масштабах всего СССР, миграцию между союзными республиками она не учитывает, как и тот факт, что в предвоенное время, ради секретности, некоторые категории граждан «перекидывались» на бумаге из одной республики в другую. За изменениями численности этносов (как в минус, так и в плюс), по сравнению с 1926 г., стоят не только смертность, эмиграция или рождаемость, но и ассимиляция одних народов другими (в первую очередь — русским), а также засекречивание в 1937 году национальностей военнослужащих, сотрудников НКВД и части заключённых.
| Национальность       | Количество лиц обоего пола | Количество лиц обоего пола | Количество лиц обоего пола | Количество лиц обоего пола | Количество лиц обоего пола | Количество лиц обоего пола | Изменения от 1926 к 1937 | Изменения от 1926 к 1937 | Изменения от 1926 к 1939 | Изменения от 1926 к 1939 | Разница между 1937 и 1939 | Разница между 1937 и 1939 |
| Национальность       | 1926 г.                    | 1926 г.                    | 1937 г.                    | 1937 г.                    | 1939 г.                    | 1939 г.                    | абс число                | % изменения              | абс число                | % изменения              | абс число                 | % разницы                 |
| Национальность       | абс. Число                 | % населения                | абс число                  | % населения                | абс число                  | % населения                | абс число                | % изменения              | абс число                | % изменения              | абс число                 | % разницы                 |
| -------------------- | -------------------------- | -------------------------- | -------------------------- | -------------------------- | -------------------------- | -------------------------- | ------------------------ | ------------------------ | ------------------------ | ------------------------ | ------------------------- | ------------------------- |
| русские              | 77 791 124                 | 52,9                       | 93 933 065                 | 58                         | 99 591 520                 | 58,4                       | 16 141 941               | 20,7                     | 21 800 396               | 28,0                     | 5 658 455                 | 6,0                       |
| украинцы             | 31 194 976                 | 21,2                       | 26 421 212                 | 16,3                       | 28 111 007                 | 16,5                       | -4 773 764               | -15,3                    | -3 083 969               | -9,9                     | 1 689 795                 | 6,4                       |
| белорусы             | 4 738 923                  | 3,2                        | 4 874 061                  | 3                          | 5 275 393                  | 3,1                        | 135 138                  | 2,8                      | 536 470                  | 11,3                     | 401 332                   | 8,2                       |
| узбеки               | 3 955 238                  | 2,7                        | 4 550 532                  | 2,8                        | 4 845 140                  | 2,8                        | 595 294                  | 15                       | 889 902                  | 22,5                     | 294 608                   | 6,5                       |
| татары               | 3 029 995                  | 2,1                        | 3 793 412                  | 2,3                        | 4 313 488                  | 2,5                        | 763 417                  | 25,2                     | 1 283 493                | 42,4                     | 520 076                   | 13,7                      |
| казахи               | 3 968 289                  | 2,7                        | 2 862 458                  | 1,8                        | 3 100 949                  | 1,8                        | -1 105 831               | -27,9                    | -867 340                 | -21,9                    | 238 491                   | 8,3                       |
| евреи                | 2 672 499                  | 1,8                        | 2 715 105                  | 1,7                        | 3 028 538                  | 1,8                        | 42 606                   | 1,6                      | 356 039                  | 13,3                     | 313 433                   | 11,5                      |
| азербайджанцы        | 1 706 605                  | 1,2                        | 2 134 648                  | 1,3                        | 2 275 678                  | 1,3                        | 428 043                  | 25,1                     | 569 073                  | 33,3                     | 141 030                   | 6,6                       |
| грузины              | 1 821 184                  | 1,2                        | 2 097 069                  | 1,3                        | 2 249 636                  | 1,3                        | 275 885                  | 15,1                     | 428 452                  | 23,5                     | 152 567                   | 7,3                       |
| армяне               | 1 568 197                  | 1,1                        | 1 968 721                  | 1,2                        | 2 152 860                  | 1,3                        | 400 524                  | 25,5                     | 584 663                  | 37,3                     | 184 139                   | 9,4                       |
| мордвины             | 1 340 415                  | 1,9                        | 1 248 861                  | 0,8                        | 1 456 330                  | 0,9                        | -91 554                  | -6,8                     | 115 915                  | 8,6                      | 207 469                   | 16,6                      |
| чуваши               | 1 117 419                  | 0,8                        | 1 168 817                  | 0,7                        | 1 369 574                  | 0,8                        | 51 398                   | 4,5                      | 252 155                  | 22,6                     | 200 757                   | 17,2                      |
| таджики              | 978 680                    | 0,7                        | 1 137 995                  | 0,7                        | 1 229 170                  | 0,7                        | 159 315                  | 16,3                     | 250 490                  | 25,6                     | 91 175                    | 8,0                       |
| немцы                | 1 238 549                  | 0,8                        | 1 151 601                  | 0,7                        | 1 427 232                  | 0,8                        | -86 948                  | -7                       | 188 683                  | 15,2                     | 275 631                   | 23,9                      |
| киргизы              | 762 736                    | 0,5                        | 846 503                    | 0,5                        | 884 615                    | 0,5                        | 83 767                   | 10,9                     | 121 879                  | 16,0                     | 38 112                    | 4,5                       |
| народности Дагестана | 660 459                    | 0,5                        | 770 624                    | 0,5                        | 857 499                    | 0,5                        | 110 165                  | 16,6                     | 197 040                  | 29,8                     | 86 875                    | 11,3                      |
| башкиры              | 713 639                    | 0,5                        | 757 939                    | 0,5                        | 843 648                    | 0,5                        | 44 300                   | 6,2                      | 130 009                  | 18,2                     | 85 709                    | 11,3                      |
| туркмены             | 763 940                    | 0,5                        | 747 723                    | 0,5                        | 812 404                    | 0,5                        | -16 217                  | -2,1                     | 48 464                   | 6,3                      | 64 681                    | 8,7                       |
| удмурты              | 504 187                    | 0,3                        | 568 268                    | 0,4                        | 606 326                    | 0,4                        | 64 081                   | 12,7                     | 102 139                  | 20,3                     | 38 058                    | 6,7                       |
| чечено-ингуши        | 392 619                    | 0,2                        | 436 076                    | 0,3                        | 500 088                    | 0,3                        | 43 457                   | 11                       | 107 469                  | 27,4                     | 64 012                    | 14,7                      |
| марийцы              | 428 192                    | 0,3                        | 401 092                    | 0,3                        | 481 587                    | 0,3                        | -27 100                  | -6,3                     | 53 395                   | 12,5                     | 80 495                    | 20,1                      |
| коми                 | 375 871                    | 0,2                        | 384 508                    | 0,2                        | 422 317                    | 0,2                        | 8 637                    | 2,3                      | 46 446                   | 12,4                     | 37 809                    | 9,8                       |
| осетины              | 272 272                    | 0,2                        | 319 350                    | 0,2                        | 354 818                    | 0,2                        | 47 078                   | 17,3                     | 82 546                   | 30,3                     | 35 468                    | 11,1                      |
| якуты                | 241 365                    | 0,2                        | 239 307                    | 0,1                        | 242 080                    | 0,1                        | -2 058                   | -0,8                     | 715                      | 0,3                      | 2 773                     | 1,2                       |
| карелы               | 248 120                    | 0,2                        | 233 006                    | 0,1                        | 252 716                    | 0,1                        | -15 114                  | -6,1                     | 4 596                    | 1,9                      | 19 710                    | 8,5                       |
| молдаване            | 278 905                    | 0,2                        | 223 848                    | 0,1                        | 260 418                    | 0,2                        | -55 057                  | -19,7                    | -18 487                  | -6,6                     | 36 570                    | 16,3                      |
| бурят-монголы        | 238 060                    | 0,2                        | 218 597                    | 0,1                        | 224 719                    | 0,1                        | -19 463                  | 0,1                      | -13 341                  | -5,6                     | 6 122                     | 2,8                       |
| каракалпаки          | 146 317                    | 0,1                        | 179 282                    | 0,1                        | 185 766                    | 0,1                        | 32 965                   | 20,2                     | 39 449                   | 27,0                     | 6 484                     | 3,6                       |
| кабардинцы           | 139 925                    | 0,1                        | 150 690                    | 0,09                       | 164 185                    | 0,1                        | 10 765                   | 7,7                      | 24 260                   | 17,3                     | 13 495                    | 9,0                       |
| калмыки              | 129 321                    | 0,1                        | 127 423                    | 0,07                       | 134 402                    | 0,08                       | -1 898                   | -1,5                     | 5 081                    | 3,9                      | 6 979                     | 5,5                       |
| черкесы (адыгейцы)   | 65 270                     | 0,04                       | 78 733                     | 0,05                       | 88 115                     | 0,05                       | 13 463                   | 20,6                     | 22 845                   | 35,0                     | 9 382                     | 11,9                      |
| абхазы               | 56 957                     | 0,04                       | 55 561                     | 0,03                       | 59 003                     | 0,03                       | -1 396                   | -2,4                     | 2 046                    | 3,6                      | 3 442                     | 6,2                       |
| хакасы               | 45 608                     | 0,03                       | 48 334                     | 0,03                       | 52 771                     | 0,03                       | 2 726                    | 5,9                      | 7 163                    | 15,7                     | 4 437                     | 9,2                       |
| ойроты               | 45 920                     | 0,03                       | 46 508                     | 0,03                       | 47 867                     | 0,03                       | 588                      | 1,3                      | 1 947                    | 4,2                      | 1 359                     | 2,9                       |
| прочие               | 3 406 080                  | 2,3                        | 5 149 537                  | 3,2                        | 2 655 234                  | 1,56                       | 1 743 457                | 51,2                     | -750 846                 | -22,0                    | -2 494 303                | -48,4                     |
| Всего                | 147 037 915                | 100                        | 162 039 470                | 100                        | 170 557 093                | 100                        | 15 001 555               | 10,2                     | 23 519 178               | 16,0                     | 8 517 623                 | 5,3                       |

## Позиция организаторов переписи относительно недостачи населения в сравнении с прогнозом
Многие организаторы переписи были после её проведения репрессированы, тем не менее, то, как они объясняли руководству страны расхождение результатов с ожиданиями, представляет интерес.
Отмечая, что установленная переписью численность населения значительно ниже ожидаемой, Краваль винит [в докладных записках правительству] во всем к тому времени подвергшуюся уже критике в специальном решении ЦК ВКП(б) неточную работу ЗАГСов, осуществлявших текущий учёт населения.
Когда Краваль писал о неудовлетворительной работе ЗАГСов, он имел в виду, что в силу чисто объективных обстоятельств они занизили число умерших, тем самым завысив естественный прирост населения, на основании которого составлялся прогноз. Во время голода 1932—1933 (о котором Краваль, впрочем, напрямую не упоминает) ЗАГСы часто не справлялись с работой, да и не могли они учесть всех тех, кто бежал от голода и погиб в дороге, а таких людей было немало. В ряде мест работа ЗАГСов вообще была прервана из-за гибели сотрудников. Кроме того, существовала и та часть населения, которая вообще избегала ЗАГСов (сектанты, беглые из спецпоселений, бездомные и беспаспортные в городах и т. д.).
Среди причин, обусловивших неблагоприятные показатели естественного движения населения в ряде республик, областей и районов страны Краваль называет лишь переселения раскулаченных, ни словом не упоминая ни о голоде, ни о смертности среди заключенных.
Более подробный и интересный анализ этих причин дает другой документ, написанный почти одновременно с запиской Краваля. Это докладная записка, строго засекреченная в свое время, о естественном движении населения в период между двумя переписями — 17 декабря 1926 г. и 6 января 1937 года. Автором её был заместитель начальника отдела населения и здравоохранения М. В. Курман. Прежде всего он обращает внимание на уход населения из Казахской ССР за пределы страны в связи с коллективизацией и раскулачиванием. По подсчетам Курмана, за 1930—1932 года из Казахстана ушло 1,3 млн человек, а с учётом такой же эмиграции из Туркмении и Таджикистана — около 2 млн человек. Коллектив цитируемых авторов полагает эту цифру заниженной.
Кроме того, убыль населения была связана не только с эмиграцией, но и с голодом и гибелью населения в связи с насильственной коллективизацией, которая вызывала сопротивление. Высокая смертность была и среди тех, кто добирался до границы и погиб в пути. Не случайно Курман пишет лишь об уходе населения, не касаясь в данном случае смертности. Имеются же в виду, скорее всего, 1,3 и 2 млн недостающих по всем причинам, соответственно.
Курман не видит противоречий между своими рассуждениями об убыли населения в Таджикистане и Туркмении и приросте населения в этих двух республиках за период между переписями 1926 и 1937 годов в темпах выше среднего, поскольку, замечает он, в эти районы осуществлялась усиленная миграция из других районов страны на новостройки и т. д. По уклончивым «и т. д.» имеются в виду, по всей вероятности, места заключения, которых там было значительное количество.
Он полагает, что перепись 1926 года в связи с особенностями её организации (в сельской местности она продолжалась 15—20 дней, а в городе — 7 дней) допустила переучет населения в 1,5 млн человек. Это предположение он мотивирует тем, что в течение столь длительного времени в связи с миграцией населения из города в село и обратно многие могли быть переписаны дважды.
Курман допускает, что в однодневной переписи 1937 года возможен недоучет населения в среднем по СССР примерно в 1 млн человек. Оставшиеся 3,5 млн человек целиком, по его мнению, можно отнести за счет недоучета ЗАГСами смертности за истекшее десятилетие. «Ряд специальных обследований с выездом на места показали, что на Украине, в АзовоЧерноморском крае, Саратовском и Сталинградском крае, Курской и Воронежской областях имело место значительное количество случаев смертей, не записанных в книгах ЗАГС».
Курман указывает, хотя и не называет причин, что большая часть смертей падает на 1933 год. Прямо о жертвах голода он здесь не говорит, но ссылается на проведенные им самим подсчеты. По его предположению, в том году не было зарегистрировано 1 млн смертей, а зарегистрированных насчитывалось по загсовскому учёту 5,7 млн, то есть всего и учтенных и неучтенных в 1933 году умерло 6,7 млн человек [В сумме по всему СССР]. А обычно в спокойные годы (с 1927 по 1931) среднегодовая смертность составляла приблизительно 2,6 млн человек. Учитывая этот среднегодовой показатель, можно сказать, что остальные 4,1 млн человек в 1933 году в СССР умерли в основном от голода, его последствий и других бедствий.
Далее он предполагает, что умершие в местах заключения, среди спецпереселенцев и заключённых (за десять лет между переписями), регистрация которых не попадала в гражданскую, составили не менее 1—1,5 млн человек.

## Позиция современных авторов относительно недостачи населения в сравнении с прогнозом
В. Б. Жиромская, Ю. А. Поляков и И. Н. Киселёв считают цифры жертв голода и бедствий, вытекающие из расчетов Курмана, заниженными.
Некоторые другие исследователи также давали более значительные цифры. Так по оценке Абылхожина Ж. Б., Козыбаева М. К. и Татимова М. Б., на чью работу впоследствии опирались и другие авторы, например — А. Н. Алексеенко, общий объём безвозвратной эмиграции казахского населения за границы СССР в межпереписной период составил только 0,2 млн человек.) Остальную же убыль численности казахов (в масштабах всего СССР) эти авторы объясняли смертностью и падением рождаемости. Аналогичные оценки есть и для голодомора на Украине (С. В. Кульчицкий, А. Л. Перковский и др). (Эмиграция из СССР, с той или иной степенью интенсивности, шла не только в 1932—1933 годах, но и все 1920-е, а также, в меньшей степени, и после 1933 года).
Есть и значительно более мягкие оценки численности жертв голода, как и справедливая критика политизации трагедий. Проведший серьёзный анализ демографических изменений (по данным ЗАГСов, а не переписей) А. В. Шубин считает, что на Украине избыточная смертность 1932—1933 годов составила от 1 до 2 млн человек, а в других регионах потери могут исчисляться сотнями тысяч людей в каждом (В Поволжье, на Северном Кавказе, в Казахстане, в Сибири). Однако, по данному вопросу всё ещё нет согласия между исследователями.
Историк и публицист Елена Прудникова отмечает, что существенная доля сверхсмертности в южных регионах была вызвана вспышками малярии, летальность которой была усилена ослаблением здоровья истощённых людей. Сообщения ОГПУ того времени содержат информацию об эпидемии.
«Необходимо оговориться, что по Н.-Васильевскому району высокая смертность относится в значительной мере к массовым заболеваниям тропической малярией, которая приняла характер массовой эпидемии с большим количеством смертельных исходов, вследствие крайней истощенности сельского населения от голодания. По сообщениям перечисленных выше районов, количество голодающих непрерывно увеличивается»
Различные формы малярии были искоренены в СССР только к 1960 году, существенного снижения заболеваемости удалось добиться в конце 1940-х — начале 1950-х, а до того, число новых заболевших в год исчислялось миллионами, возрастая в отдельные пиковые годы (1923, 1934) до 9—10 млн выявленных случаев. Ареал болезни доходил на севере до Москвы и Барнаула, а более южные регионы страдали сильнее. Именно в голодные годы (в 1932 в СССР насчитывалось 6,28 млн выявленных случаев малярии, а в 1933 — 3,14 млн) заболевание уносило наибольшее количество жизней, в силу ослабления иммунитета людей. Хотя, некоторым образом оно влияло на демографическую динамику и в другое время.
И Краваль, и Курман говорят в основном только об общей численности населения, и не пишут об ассимиляции одних этносов другими. Дети от смешанных браков, как правило, выбирают для самоидентификации доминирующий вокруг этнос, и, тем самым, — не пополняют другой, а в СССР смешанные браки поддерживались как в теории, так и на практике, поскольку они рассматривались как инструмент модернизации — особенно в «традиционалистских» регионах.. Причём, если в ходе политики коренизации смешанные браки способствовали ассимиляции в титульные этносы республик, то после её сворачивания они стали работать на увеличение доли русского этноса. Если в 1920-е поощрялось преподавание на национальных языках, а русский в национальных школах был необязателен, то в 1930-е годы, после окончательной победы блока Сталина во внутрипартийной борьбе, взамен интернациональной классовой идеологии, начинается пропаганда советского патриотизма. Вводится обязательное преподавание русского языка в школах, он повсеместно вводится в армии.
С. Максудов считает, что в раннем СССР тесные взаимодействия, приводившие к ассимиляции и смене национальной принадлежности происходили только внутри больших групп наций, границы между этими группами нарушались редко. Русификации подвергались, в основном, европейские народы, а «мусульманская группа» перемешивалась внутри себя. Он же приводит данные авторов, считающих, что уменьшение численности населения Украинской, Белорусской и Казахской ССР было вызвано, в основном, миграцией в другие республики (возможно, сопровождавшейся ассимиляцией мигрантов соседними народами, демонстрировавшими очень заметный рост численности), хотя сам считает, что и голод повлиял очень сильно. Он также указывает, что в переписи 1937 года 2,85 миллиона человек (военнослужащие, возможно часть заключённых) не были включены ни в какие национальности (что повлияло на списочную численность этносов этих людей). Кроме того, вопросы о национальной принадлежности в переписях 1926 и 1937—1939 годов ставились по разному, что тоже повлияло на результаты. Отмечает он и переход от коренизации в начале межпереписного периода к русификации в его конце, вызвавший перемены в национальном самосознании больших групп граждан.

## Репрессии в отношении организаторов переписи
Первыми «вредителями», выявленными 31 марта 1937 года, стали ответственные за подготовку и проведение О. А. Квиткин (начальник Бюро переписи населения ЦУНХУ СССР), М. В. Курман (начальник Сектора населения), Л. С. Бранд (Брандгендлер) (заместитель начальника Бюро переписи населения) и И. М. Обломов. Начальник Управления народно-хозяйственного учёта Госплана СССР И. А. Краваль был арестован 31 мая 1937 года и впоследствии расстрелян. Аналогичные «выявления» прошли по всем уровням УНХУ СССР и союзных республик.
В первом издании «Большой советской энциклопедии» о переписи населения 1937 года сообщалось следующее: «6 января 1937 года была проведена новая перепись населения (П. н.) Союза ССР. Однако ввиду того, что пробравшиеся к руководству П. н. враги социализма — троцкистско-бухаринские агенты иностранных разведок — вредительски организовали П. н., СНК СССР в постановлении от 23 сентября 1937 признал организацию П. н. неудовлетворительной, а сами материалы переписи дефектными. СНК СССР указал, что П. н. 1937 была проведена ЦУНХУ Госплана СССР с грубейшим нарушением элементарных основ статистической науки, а также с нарушением утверждённых правительством инструкций. СНК обязал провести новую всесоюзную П. н. в январе 1939».